# Ниврянский сельский совет
Ниврянский сельский совет (укр. Ниврянська сільська рада) — входит в состав
Борщёвского района
Тернопольской области
Украины.
Административный центр сельского совета находится в 
с. Нивра.

## Населённые пункты совета
- с. Нивра
- с. Залучье